# Eishockey-Europameisterschaft der Frauen 1991
Die 2. Eishockey-Europameisterschaft der Frauen fand vom 15. bis zum 23. März 1991 in Frýdek-Místek und Havířov in der Tschechoslowakei statt. Die Mannschaften auf den Plätzen 1 bis 5 qualifizierten sich für die 2. Eishockey-Weltmeisterschaft der Frauen im Folgejahr.

## Vorrunde
Gruppe 1
| Spiele         | FIN  | NOR  | SUI  | FRA  | NED  | Tore  | Pkt. |
| -------------- | ---- | ---- | ---- | ---- | ---- | ----- | ---- |
| 1. Finnland    |      | 11:0 | 12:0 | 28:0 | 20:0 | 71:0  | 8:0  |
| 2. Norwegen    | 0:11 |      | 7:2  | 10:1 | 14:0 | 31:14 | 6:2  |
| 3. Schweiz     | 0:12 | 2:7  |      | 14:0 | 8:1  | 24:20 | 4:4  |
| 4. Frankreich  | 0:28 | 1:10 | 0:14 |      | 4:1  | 05:53 | 2:6  |
| 5. Niederlande | 0:20 | 0:14 | 1:8  | 1:4  |      | 02:46 | 0:8  |

Gruppe 2
| Spiele              | SWE  | DEN  | GER  | ČSFR | GBR  | Tore  | Pkt. |
| ------------------- | ---- | ---- | ---- | ---- | ---- | ----- | ---- |
| 1. Schweden         |      | 12:1 | 10:1 | 15:0 | 16:0 | 53:02 | 8:0  |
| 2. Dänemark         | 1:12 |      | 3:2  | 3:0  | 4:0  | 11:14 | 6:2  |
| 3. Deutschland      | 1:10 | 2:3  |      | 9:1  | 6:0  | 18:14 | 4:4  |
| 4. Tschechoslowakei | 0:15 | 0:3  | 1:9  |      | 2:2  | 03:29 | 1:7  |
| 5. Großbritannien   | 0:16 | 0:4  | 0:6  | 2:2  |      | 02:28 | 1:7  |

## Finalspiele
| Spiel um Platz 9 | Großbritannien                                         | 3:0 (1:0, 1:0, 1:0) | Niederlande                 |  |
| Spiel um Platz 7 | Frankreich                                             | 2:1 (0:1, 1:0, 1:0) | Tschechoslowakei            |  |
| Spiel um Platz 5 | Schweiz                                                | 6:2 (2:1, 3:0, 1:1) | Deutschland                 |  |
| Spiel um Platz 3 | Dänemark                                               | 2:1 (0:1, 0:0, 2:0) | Norwegen                    |  |
| Finale           | Finnland Anne Haanpää (40:38) Marika Lehtimäki (51:03) | 2:1 (0:1, 0:0, 2:0) | Schweden Gustafsson (18:16) |  |

## Meistermannschaften
| Europameister Finnland | Kati Ahonen, Liisa-Maria Sneck – Katri-Helena Luomajoki, Päivi Halonen, Kirsi Hirvonen, Minna Honkanen, Leena Pajunen, Anne Haanpää – Sari Fisk, Marianne Ihalainen, Johanna Ikonen, Katri Javanainen, Taina Kiljunen, Katja Lavonius, Marika Lehtimäki, Katri Niemelä, Anne Nurmi, Susan Reima, Tiia-Riitta Reima, Sari Krooks Trainer : Jouko Öystilä |
| Silber Schweden        | Helena Nilsson, Annica Åhlén – Karin Andersson, Tina Björk, Pernilla Burholm, Minna Dunder, Linda Gustafsson, Åsa Lidström, Pia Morelius, Tina Månsson, Lisa Plahn, Linda Östberg – Lotta Almblad, Kristina Bergstrand, Susanne Ceder, Åsa Elfving, Anne Ferm, Pernilla Hallengren, Camilla Kempe, Petra Wickström Trainer : Christian Yngve            |

## Auszeichnungen
| Auszeichnung | Spieler            | Team     |
| ------------ | ------------------ | -------- |
| Top-Scorerin | Marianne Ihalainen | Finnland |